# Contea autonoma va di Cangyuan
La contea autonoma va di Cangyuan (沧源佤族自治县S, Cāngyuán Wǎzú ZìzhìxiànP) è una contea della Cina, situata nella provincia di Yunnan e amministrata dalla prefettura di Lincang.